# Cultura da permissão
Cultura da permissão é um termo frequentemente empregado por Lawrence Lessig, como em seu livro Cultura Livre, e outros ativistas dos direitos autorais para descrever uma sociedade na qual as restrições de direitos autorais são generalizadas e impostas, de modo que todo e qualquer uso de uma obra protegida por direitos de autor precisa ser explicitamente garantido contratualmente. Isto tem implicações econômicas e sociais: nesse tipo de sociedade, detentores de direitos autorais podem exigir pagamento para cada uso da obra e, talvez mais importante, exigir a permissão para fazer qualquer tipo de trabalho derivado.

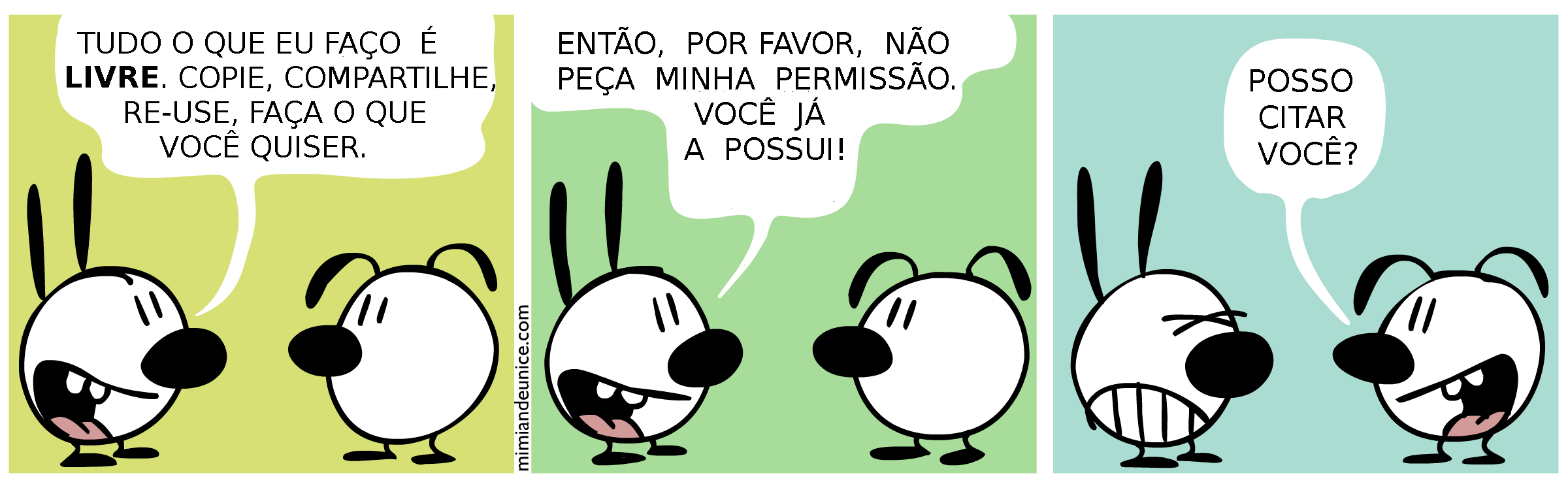
Uma tirinha explicando sobre a cultura da permissão.

Cultura da permissão também refere-se à mentalidade (que se assume ser incentivada pelas leis de direitos autorais) na qual as pessoas sentem que há uma obrigação moral para pedir permissão antes de compartilhar o trabalho dos outros, ou antes de reutilizar um trabalho existente como parte de um novo trabalho.
Lawrence Lessig descreve uma cultura da permissão em contraste com uma cultura livre. Enquanto uma cultura da permissão descreve uma sociedade na qual os criadores anteriores - ou aqueles que detém o direito autoral - têm o poder de restringir o uso de algum material, uma cultura livre garante que qualquer um é capaz de criar sem restrições do passado.
Uma implicação da cultura da permissão é que obstáculos são colocados aos criadores de modo sistemático e isso desencoraja a inovação. Exigir permissão nesse sentido significa que criadores terão que provar que o uso do material por eles é justo, que é um processo que alguns decidiriam não continuar. 
O termo também é frequentemente Contrastado com o termo cultura do remix.